# Al-Ma'ida
Al-Ma'idah (en árabe: سُورَةُ المائدة‎ sūratu Al-Māʾidah, 'La Mesa' o 'La Mesa Servida') es el quinto capítulo (sūrah) del Corán, contiene 120 versículos (āyāt). En lo que respecta al tiempo y contextualidad de la revelación (asbāb al-nuzūl), es una sura de Medina, lo que significa que se cree que fue revelado en Medina, y no en La Meca.
Los temas del capítulo incluyen animales prohibidos, las misiones de Isa (Jesús) y Musa (Moisés). El Versículo 5:90 prohíbe "lo que intoxica", y de manera similar, Al-Baqarah 2:219 y An-Nisa 4:43 lo mencionan.

## Exégesis

### Versículo 5:3
El versículo o aleya en cuestión dice: 

5:3  "Se os prohíbe [comer] la carne de los animales muertos, la sangre, la carne del cerdo y de lo que se ha ofrecido a otro distinto a Dios; el animal estrangulado o golpeado hasta morir o muerto por una caída o por una cornada, o lo devorado por una fiera, excepto lo que podáis purificar, y lo sacrificado sobre las piedras, así como dividir [la carne] consultando la suerte de las flechas. Todo ello es una trasgresión. Hoy, los que no creen, han desesperado de que vuestra religión decline. Por tanto, no les temáis a ellos, temed de Mí. Hoy he completado vuestra religión y he consumado Mi bendición sobre vosotros y estoy satisfecho de haberos dado como creencia el Islam. Y quien se vea obligado por el hambre, no por ánimo de pecar, encontrará que Dios es, verdaderamente, perdonador, misericordiosísimo con los creyentes.

Traducción  Bornez (Orig. 2008) 
Este versículo es conocido como la aleya al-Ikmal (en árabe: آية الإكمال ) es el tercer versículo de la Sura al-Ma'ida que fue revelado al Profeta (PBD) durante el evento de Gadir, donde Dios declara que ha perfeccionado la religión y ha completado Su bendición después de la revelación de esta aleya. Entre los sunitas hay desacuerdo sobre el día de la revelación de este versículo. Algunos dijeron que se reveló en el día de 'Arafat y algunos sostuvieron que fue revelado el 18 de Dul-Hiyya, del décimo año de la hégira. Ambas posturas se encuentran en compilaciones de narraciones que se consideran contienen hadith auténtica.

### Versículo 5:8
El versículo 5:8 alienta firmemente a los musulmanes a que ofrezcan voluntariamente sus testimonios y sean justos independientemente de sus sentimientos personales.. "¡Oh vosotros, los que creéis! Sed perseverantes en la causa de Al-lah en calidad de testigos justos; y que la enemistad de un pueblo no os incite a actuar con injusticia. Sed siempre justos, porque eso está más cerca de la virtud. Y temed a Al-lah. En verdad, Al-lah es consciente de lo que hacéis."

### Versículo 5:32
El versículo 5:32 dice:

Por este motivo, prescribimos a los hijos de Israel que quien matara a una persona –salvo que fuera por asesinar a otra persona o por sembrar la discordia en el país- sería como si hubiese matado a toda la humanidad; mas quien diera la vida a uno sería como si hubiese dado la vida a toda la humanidad.

Este verso se usa en la jurisprudencia islámica para condenar y denunciar los asesinatos. La propagación de fasad (فساد / fasād /), que significa podredumbre, corrupción o depravación, es un tema importante en el Corán. Los comentaristas coránicos clásicos comúnmente interpretaban la "corrupción en la tierra" como una desobediencia abierta contra Dios, su resultado o cualquier perturbación de la paz pública. En ciertos contextos, los juristas clásicos consideraron que se refería a la categoría legal de Hirabah, que comprende asalto armado, violación y asesinato. Algunos musulmanes contemporáneos ven la destrucción del medio ambiente natural como uno de los significados centrales de los versos que referidos a fasad.

### Versículo 5:33
El versículo 5:33 dice:

El castigo de los que hacen la guerra a Alá y a Su Enviado, y tratan de corromper en la tierra es: ejecución, o crucifixión, o la amputación de manos y pies desde lados opuestos, o ser exiliados de la tierra. Esa es su desgracia en este mundo, y recibirán un gran castigo en la otra vida.

Este verso, conocido como "el verso hirabah" (ayat al-hiraba), es entendido por la jurisprudencia islámica, en especial la frase "aquellos que hacen maldades en la tierra", como una referencia a actos que desafían códigos universales tales como matar a civiles, terrorismo, envenenar pozos de agua, etc. A este respecto, crímenes que fueron extremadamente graves, como también sus perpetradores "no se les debe dar cuartel o refugio en ninguna parte". El erudito musulmán Muhammad Asad argumenta que esta frase debe entenderse en forma retórica al afirmar que "cortar las manos y los pies a menudo es sinónimo de destruir el poder".

### Versículo 5:38
El versículo 5:38 dice:

Al ladrón hombre o mujer córtenles las manos como recompensa por lo que ambas han cometido, un castigo por medio del ejemplo de Alá. Y Alá es todopoderoso, y todo lo sabe.

Al-Bukhari y Sahih Muslim mencionan que el Aishah dice que el Mensajero de Ala dijo, "La mano del ladrón le será cortada si roba más de un cuarto de dinar".

### Versículo 5:45
El versículo 5:45 dice:

Lo ordenamos para ellos: vida por vida, ojo por ojo, nariz por nariz, oreja por oreja, diente por diente y heridas iguales por iguales. Pero si alguien remite la represalia por caridad, es un acto de expiación para sí mismo. Y si alguno falla en juzgar por (la luz de) lo que Dios ha revelado, ellos son (No mejor que) los que hacen mal. Traducción  Yusuf Ali (Orig. 1938)

El Comentario explicativo sobre la luz del santo Corán dice, en general, se pueden tomar represalias contra toda persona que hiere a otra persona. Tafsir Ibn Kathir indica que, "las represalias por heridas no deben ser llevadas a cabo hasta que sanen las heridas de la víctima."

### Versículo 5:47
El versículo 5:47 dice:

Dejen que el pueblo de los Injil juzgue por lo que Alá ha revelado allí. Y quien no juzga por lo que Alá ha revelado, entonces es un rebelde.

Este versículo es una orden para que los cristianos observen el Evangelio Injil. Esta declaración del Corán se ha convertido en forma recurrente en tema de serios debates religiosos entre eruditos cristianos y sus homólogos musulmanes.

### Versículo 5:51
El versículo 5:51 dice:

Oh, ustedes que han creído, no tomen a los judíos y a los cristianos (naṣārā) como aliados. Son [de hecho] aliados unos de otros. Y quien sea un aliado para ellos de ustedes, entonces, de hecho, es [uno] de ellos. De hecho, Alá no guía a las personas que hacen el mal.

El erudito musulmán Dr. Mustafa Khattab comenta en este caso que este "versículo prohíbe a los musulmanes aliarse con los judíos y los cristianos que conspiran para perseguir a los musulmanes", llegando a la conclusión de que "mientras los no musulmanes no estén en guerra con musulmanes o persiguiéndolos, el Corán (60:8) ordena a los musulmanes que sean buenos y amables con ellos ".
Sin embargo, una interpretación del versículo 51 ha tenido repercusiones en la política moderna. Por ejemplo, se produjeron críticas y protestas violentas contra Basuki Tjahaja Purnama, el gobernador cristiano chino de Yakarta, después de su declaración de que los indonesios no deberían ser engañados por aquellas personas que están usando el verso para no elegir a los no musulmanes como sus líderes. Esto dio lugar a grandes protestas contra él exigiendo su arresto por cargos de blasfemar contra el Corán.

### Versículo 5:54
El versículo 5:54 dice:

¡Oh vosotros, los que creéis! quienes de vosotros renieguen de su religión, que sepan que, en su lugar, Alá traerá pronto a un pueblo al que Él amará y que le amará a Él, y que serán amables y humildes con los creyentes, pero duros y firmes con los incrédulos. Se sacrificarán por la causa de Alá y no temerán el reproche del que se dedica a censurar. Ésa es la gracia de Alá; Él la concede a quien le place; pues Alá es Magnánimo y Omnisciente.Corán 5.72

El versículo 5:54 es interesante también en lo que respecta a quien es el "amado"; algunas hadith indican es Abu Musa al-Ashari.

### Versículos 5:59 – 60
5:59-60  Say: "O people of the Book! Do ye disapprove of us for no other reason than that we believe in God, and the revelation that hath come to us and that which came before (us), and (perhaps) that most of you are rebellious and disobedient?"  Say: "Shall I point out to you something much worse than this, (as judged) by the treatment it received from God? those who incurred the curse of God and His wrath, those of whom some He transformed into apes and swine, those who worshipped evil;- these are (many times) worse in rank, and far more astray from the even path!"  Traducción  Yusuf Ali (Orig. 1938) 

Estos versículos concluyen diciendo "a quienes Alá a maldecido y con quien se enojó y los convirtió en monos y cerdos", una referencia al supuesto castigo divino a los judíos por no respetar el Sabbath. Sin embargo, las transgresiones de los judíos transformados en "monos y cerdos" no son indicativas de toda la comunidad.

### Versículo 5:67
El versículo o aleya 67 dice:

5:67  "¡Oh, Mensajero! ¡Transmite lo que ha descendido a ti procedente de tu Señor! Y, si no lo haces, será como si no hubieses transmitido nada de Su mensaje y Dios te protegerá de las gentes. En verdad, Dios no guía a la gente que no cree.

Traducción  Bornez (Orig. 2022) 
Esta aleya es conocida como aleya al-Tabliq (en árabe: آیة التبليغ, aleya de la proclamación. Sabios musulmanes interpretan el Corán 5:67 como una referencia a lo que faltaba de revelar por parte del Profeta del Islam tras los discurso que dio en la peregrinación de la despedida.  En el décimo año de la hégira, el Profeta del Islam (PBD) realizó su último viaje del Hayy (Hayyat al-Wida’) y enseñó a los musulmanes cómo realizar correctamente los ritos del Hayy. Durante esta temporada, el Arcángel Gabriel descendió al Profeta (PBD) trayéndole una orden divina donde le requería anunciar el Califato del Imam Alí (P). Después de que la caravana de los peregrinos partió de Medina a La Meca, cuando llegaron a una zona cerca de Yuhfa llamado Gadir Jum, como el Profeta Muhammad (PBD) temía la conspiración de los hipócritas, el Arcángel Gabriel descendió otra vez trayendo una aleya en la que Dios enfatizó sobre la proclamación del mensaje y garantizó proteger al Profeta (PBD) de los hipócritas.

### Versículos 5:72 – 73
The Quran: An Encyclopedia says, The Quran's objection to Christian practice is Christianity's shirk, its worship of Jesus, Mary and the saints "in derogation of Allah". There is no justification in believing in the Trinity, for Jesus never would have condoned such a concept. In Sahih International: "(72) They have certainly disbelieved who say, " Allah is the Messiah, the son of Mary" while the Messiah has said, "O Children of Israel, worship Allah, my Lord and your Lord." Indeed, he who associates others with Allah - Allah has forbidden him Paradise, and his refuge is the Fire And there are not for the wrongdoers any helpers. (73) They have certainly disbelieved who say, Allah is the third of three. And there is no god except one God. And if they do not desist from what they are saying, there will surely afflict the disbelievers among them a painful punishment." Corán 5.72

### Versículo 5:90
El versículo 5:90 dice: 

O you who have believed, indeed, intoxicants, gambling, [sacrificing on] stone alters [to other than Allah], and divining arrows are but defilement from the work of Satan, so avoid it that you may be successful.

This is a clear ruling in The Quran for Muslims to avoid alcohol and gambling.

### Versículo 5:116
El versículo 5:116 dice:

And behold! Allah will say: "O Jesús el hijo de María! Didst thou say unto men, worship me and my mother as gods in derogation of Allah'? He will say: "Glory to Thee! never could I say what I had no right (to say). .  ." Traduccion  Yusuf Ali (Orig. 1985)

Ibn Kathir en su comentario de la 'Surah Al Ma'ida' dice:

Este Ayah también muestra el crimen de los cristianos que inventaron una mentira contra Alá y su Mensajero, creando un rival, esposa e hijo para Alá. : 5:116 

When questioned by Allah, Jesus apologizes:

In fact, not only he negates this meaning from himself, but also he says that he has not such a right, and a statement like that does not apt to his rank and his situation at all.: 5:116 

Regarding the verse 5:116, some scholars have written that this Islamic view of the Trinity, which criticizes what appears to be God, Jesus, and Mary; is not a description of orthodox Christian belief, wherein the third part of the Trinity is the Holy Spirit. However recent research in the field of Islamic studies by Angelika Neuwirth (2016), Sidney H. Griffith, Gabriel Reynolds & David Thomas emphasize that this verse is to be understood as a "rhetorical statement" to warn from the dangers "against the divinization of Jesus that is given elsewhere in the Qur'an and a warning against the virtual divinization of Mary." Additionally, Neuwirth offers also the possibility of a heretical Christian sect (see Collyridianism).
-->

### Versículo 5:117
El versículo 117 dice:

"Nunca les dije nada excepto lo que me ordenaste que dijera, a saber, 'adora a Dios, mi Señor y tu Señor'; y fui testigo de ellos mientras vivía entre ellos; cuando me llevaste, eras el vigilante sobre ellos, y eres testigo de todas las cosas.   Traducción  Yusuf Ali (Orig. 1938) 

La mayoría de los musulmanes interpretan el Corán 5: 117 como una referencia a Jesús entrando vivo al cielo al final de su vida. Según el erudito Muhammad Asad, la crucifixión de Jesús no tuvo lugar.